# Yo Creo Tour (Gira de Carlos Rivera)
Yo Creo Tour fue la segunda gira musical internacional del cantante, compositor y actor mexicano Carlos Rivera.
Tras el exitoso lanzamiento de su segundo álbum de estudio Yo creo, Carlos Rivera inicia una extensa gira conciertos que lo lleva a presentarse en prácticamente toda la república mexicana, así como las principales ciudades de España, Argentina y Chile. En el espectáculo hace un recorrido por sus grandes éxitos acompañado de un espectáculo visual con pantallas móviles que enmarcan y crean atmósferas específicas para cada tema. 

## Repertorio
1. Quedarme aquí
2. Quizás Quizás
3. Gracias a ti
4. Por ti
5. Te me vas
6. Tú fuiste para mí
7. No deben marchitar
8. Escapémonos
9. No soy el aire
10. Que lo nuestro se quede nuestro
11. Día de lluvia
12. La muerte del palomo
13. Hasta que te conocí
14. Ya lo pasado, pasado
15. Debo hacerlo
16. Esta noche es para amar
17. Si te vas
18. El hubiera no existe
19. Tu juego de ajedrez
20. Cielo azul
21. Como tú
22. Serás
23. Y tú te vas (en la primera parte de la gira)
24. Recuérdame (a partir del estreno de la película "Coco" en noviembre de 2017)
25. Otras vidas
26. Encore:
27. Solo tú
28. Encore 2:
29. Fascinación
30. ¿Cómo pagarte?
31. Lo Digo (a partir de mayo de 2017)
32. Deja amarte

## Difusiones y grabaciones
El 6 de abril de 2018 se publica el DVD+CD titulado "Yo Vivo", con lo mejor del tour y grabaciones detrás de cámaras efectuadas principalmente en el Auditorio Nacional de la Ciudad de México, el Luna Park de Buenos Aires, y el Palacio de Deportes de Madrid. También pueden verse aspectos generales de la gira en el documental del DVD que acompaña a la versión Deluxe del álbum Yo creo, así como en el video para el tema "Serás" que consta de distintas grabaciones en escenarios donde ha presentado la gira.

## Primer presentación en Auditorio Nacional
- Es con esta gira con la que finalmente cumple su sueño de presentarse por primera vez en el Auditorio Nacional de la Ciudad de México, con tanto éxito que regresaría 4 veces más al recinto en los meses posteriores siempre con llenos absolutos.
- En los conciertos del Auditorio Telmex de Guadalajara (en la fecha del 1 de julio de 2017) y la Arena Monterrey, se presentó un acto de apertura a cargo de la cantautora boricua Charlene Arián, con temas de su disco "Junio en Saturno". Charlene también formó parte del Yo Creo tour en coros y danza.
- La fecha en su natal Huamantla, Tlaxcala, fue la única en versión 360° con escenario central de gran formato, con múltiples pantallas y acompañado por la "Danza de los huehues", tradicional de su estado.

## Fechas del Tour
| Fecha                    | Ciudad           | País           | Lugar                                              |
| 2016                     | 2016             | 2016           | 2016                                               |
| ------------------------ | ---------------- | -------------- | -------------------------------------------------- |
| 30 de abril de 2016      | Morelia          | México         | Palenque Expo Fiesta Michoacán                     |
| 1 de mayo de 2016        | Aguascalientes   | México         | Foro de las Estrellas Feria Nacional de San Marcos |
| 15 de mayo de 2016       | Aguascalientes   | México         | Palenque Feria Nacional de San Marcos              |
| 20 de mayo de 2016       | Guadalajara      | México         | Auditorio Telmex                                   |
| 21 de mayo de 2016       | Ciudad de México | México         | Auditorio Nacional                                 |
| 27 de mayo de 2016       | Málaga           | España         | Palacio de Ferias y Congresos                      |
| 28 de mayo de 2016       | Murcia           | España         | Auditorio Parque Fofó                              |
| 3 de junio de 2016       | Madrid           | España         | Teatro Circo Price                                 |
| 4 de junio de 2016       | Las Palmas       | España         | Gran Canaria Arena                                 |
| 5 de junio de 2016       | Tenerife         | España         | Auditorio Adán Martín                              |
| 9 de junio de 2016       | Mallorca         | España         | Auditorio Palma de Mallorca                        |
| 25 de junio de 2016      | Perote           | México         | Fortaleza de San Carlos                            |
| 25 de julio de 2016      | Las Margaritas   | México         | Teatro del Pueblo Feria Las Margaritas             |
| 13 de agosto de 2016     | Jalostitlán      | México         | Palenque Carnaval Jalostitlán                      |
| 17 de agosto de 2016     | Santiago         | Chile          | Teatro Nescafé de las Artes                        |
| 18 de agosto de 2016     | Córdoba          | Argentina      | Quality Espacio                                    |
| 19 de agosto de 2016     | Buenos Aires     | Argentina      | Teatro Gran Rex                                    |
| 20 de agosto de 2016     | Rosario          | Argentina      | Teatro Fundación Astengo                           |
| 10 de septiembre de 2016 | León             | México         | Domo de León                                       |
| 16 de septiembre de 2016 | Torreón          | México         | Coliseo Centenario                                 |
| 17 de septiembre de 2016 | Acapulco         | México         | Forum Mundo Imperial                               |
| 18 de septiembre de 2016 | Zacatecas        | México         | Multiforo Feria Nacional de Zacatecas              |
| 7 de octubre de 2016     | Monterrey        | México         | Auditorio Citibanamex                              |
| 14 de octubre de 2016    | Querétaro        | México         | Auditorio Josefa Ortiz de Domínguez                |
| 15 de octubre de 2016    | San Luis Potosí  | México         | Domo de San Luis Potosí                            |
| 16 de octubre de 2016    | Pachuca          | México         | Teatro del Pueblo                                  |
| 20 de octubre de 2016    | Guadalajara      | México         | Palenque Fiestas de Octubre                        |
| 21 de octubre de 2016    | Mérida           | México         | Coliseo Yucatán                                    |
| 29 de octubre de 2016    | Ciudad de México | México         | Auditorio Nacional                                 |
| 1 de noviembre de 2016   | Tlaxcala         | México         | Palenque                                           |
| 5 de noviembre de 2016   | Chignahuapan     | México         | Teatro del Pueblo                                  |
| 6 de noviembre de 2016   | Toluca           | México         | Teatro Morelos                                     |
| 11 de noviembre de 2016  | Puebla           | México         | Auditorio Complejo Cultural Universitario          |
| 18 de noviembre de 2016  | Mexicali         | México         | Palenque del Fex                                   |
| 25 de noviembre de 2016  | Tijuana          | México         | El Foro                                            |
| 2 de diciembre de 2016   | Colima           | México         | Palenque Feria de Colima                           |
| 8 de diciembre de 2016   | Bilbao           | España         | Palacio de Euskalunas                              |
| 10 de diciembre de 2016  | La Línea         | España         | Auditiorio Campo Gibraltar                         |
| 14 de diciembre de 2016  | Barcelona        | España         | Teatro Barts                                       |
| 15 de diciembre de 2016  | Granada          | España         | Palacio de Congresos                               |
| 16 de diciembre de 2016  | Valencia         | España         | Palacio de las Artes Reina Sofía                   |
| 17 de diciembre de 2016  | Vigo             | España         | Auditorio Mar                                      |
| 31 de diciembre de 2016  | Puebla           | México         | Plaza de la Victoria                               |
| 2017                     |                  |                |                                                    |
| 13 de enero de 2017      | León             | México         | Palenque Feria León                                |
| 29 de enero de 2017      | Moroleón         | México         | Palenque Feria Moroleón                            |
| 10 de febrero de 2017    | Ciudad Juárez    | México         | Centro Cultural Paso del Norte                     |
| 11 de febrero de 2017    | Chihuahua        | México         | Poliforum Chihuahua                                |
| 23 de febrero de 2017    | Iguala           | México         | Teatro del Pueblo Fiestas de la Bandera            |
| 25 de febrero de 2017    | Xalapa           | México         | Auditorio Escuela Normal Veracruzana               |
| 9 de marzo de 2017       | Irapuato         | México         | Teatro del Pueblo                                  |
| 11 de marzo de 2017      | Huachinango      | México         | Teatro del Pueblo                                  |
| 19 de marzo de 2017      | Álamo            | México         | Teatro del Pueblo                                  |
| 22 de marzo de 2017      | Tepic            | México         | Teatro del Pueblo                                  |
| 25 de marzo de 2017      | Ciudad de México | México         | Auditorio Nacional                                 |
| 7 de abril de 2017       | Coatzacoalcos    | México         | Palenque                                           |
| 8 de abril de 2017       | Tepatitlán       | México         | Teatro del Pueblo                                  |
| 22 de abril de 2017      | Texcoco          | México         | Palenque Feria Internacional del Caballo           |
| 28 de abril de 2017      | Aguascalientes   | México         | Palenque Feria de San Marcos                       |
| 4 de mayo de 2017        | Puebla           | México         | Foro Artístico Feria Puebla                        |
| 6 de mayo de 2017        | Villahermosa     | México         | Teatro del Pueblo Feria Tabasco                    |
| 7 de mayo de 2017        | Gómez Palacio    | México         | Palenque Feria Nacional Gómez Palacio              |
| 13 de mayo de 2017       | Saltillo         | México         | Auditorio Parque de las Maravillas                 |
| 19 de mayo de 2017       | Querétaro        | México         | Auditorio Josefa Ortiz de Domínguez                |
| 20 de mayo de 2017       | Metepec          | México         | Palenque Feria San Isidro                          |
| 1 de junio de 2017       | Monterrey        | México         | Domo Care                                          |
| 3 de junio de 2017       | Hermosillo       | México         | Centro de Usos Múltiples                           |
| 1 de julio de 2017       | Guadalajara      | México         | Auditorio Télmex                                   |
| 14 de julio de 2017      | Ciudad de México | México         | Auditorio Nacional                                 |
| 21 de julio de 2017      | Parral           | México         | Explanada de la Mina Prieta                        |
| 22 de julio de 2017      | Durango          | México         | Velaria Feria Nacional de Durango                  |
| 29 de julio de 2017      | Tulancingo       | México         | Palenque Feria Tulancingo                          |
| 11 de agosto de 2017     | Buenos Aires     | Argentina      | Estadio Luna Park                                  |
| 13 de agosto de 2017     | Huamantla        | México         | Plaza de Toros La Taurina                          |
| 2 de septiembre de 2017  | Madrid           | España         | Wizink Center (Palacio de deportes)                |
| 3 de octubre de 2017     | Cuetzalan        | México         | Feria Nacional del Café y el Huipil 2017           |
| 4 de octubre de 2017     | Pachuca          | México         | Palenque Feria 2017                                |
| 13 de octubre de 2017    | Gómez Palacio    | México         | Festival Internacional Revueltas 2017              |
| 20 de octubre de 2017    | Veracruz         | México         | World Trade Center                                 |
| 21 de octubre de 2017    | Ciudad Victoria  | México         | Centro de Espectáculos Feria Tamaulipas 2017       |
| 22 de octubre de 2017    | Matamoros        | México         | Festival Internacional de Otoño 2017               |
| 29 de octubre de 2017    | Ciudad de México | México         | Auditorio Nacional                                 |
| 1 de noviembre de 2017   | Guadalajara      | México         | Palenque Fiestas de Octubre                        |
| 3 de noviembre de 2017   | Mexicali         | México         | Palenque del Fex                                   |
| 4 de noviembre de 2017   | Tijuana          | México         | El Foro                                            |
| 9 de noviembre de 2017   | Toluca           | México         | Teatro Morelos                                     |
| 11 de noviembre de 2017  | Tequesquitengo   | México         | Jardines de México                                 |
| 18 de noviembre de 2017  | Tlaxcala         | México         | Palenque                                           |
| 19 de noviembre de 2017  | Inglewood        | Estados Unidos | The Forum                                          |
| 24 de noviembre de 2017  | Ciudad de México | México         | Bohemia de la SACM                                 |
| 26 de noviembre de 2017  | Mérida           | México         | Palenque                                           |
| 29 de noviembre de 2017  | Culiacán         | México         | Palenque Feria Culiacán                            |
| 2 de diciembre de 2017   | Tampico          | México         | Expo Tampico                                       |
| 3 de diciembre de 2017   | Morelia          | México         | Palacio del Arte                                   |
| 8 de diciembre de 2017   | Monterrey        | México         | Arena Monterrey                                    |
| 2018                     |                  |                |                                                    |
| 6 de febrero de 2018     | Córdoba          | Argentina      | Festival Internacional de Peñas Villa María        |
| 8 de febrero de 2018     | Rosario          | Argentina      | Teatro Broadway                                    |
| 10 de febrero de 2018    | Buenos Aires     | Argentina      | Estadio Luna Park                                  |

## Gira Especial Palenques 2018 en México
Después del cierre oficial de la gira Yo Creo en la Arena de ciudad de Monterrey, N.L. a finales de 2017, y debido a la alta demanda que tienen sus conciertos en México, a partir del 2018 Carlos Rivera realiza algunas fechas que forman parte de un tour en algunos de los principales palenques en apoyo al lanzamiento del CD + DVD "Yo vivo". 
| Gira Especial Palenques 2018 | Gira Especial Palenques 2018 | Gira Especial Palenques 2018 | Gira Especial Palenques 2018      |
| Fecha                        | Ciudad                       | País                         | Lugar                             |
| ---------------------------- | ---------------------------- | ---------------------------- | --------------------------------- |
| 24 de enero de 2018          | León                         | México                       | Feria Léon 2018                   |
| 3 de mayo de 2018            | Aguascalientes               | México                       | Feria Nacional de San Marcos 2018 |
| 4 de mayo de 2018            | Morelia                      | México                       | Feria Morelia 2018                |
| 5 de mayo de 2018            | Puebla                       | México                       | Feria Puebla 2018                 |
| 16 de mayo de 2018           | Hermosillo                   | México                       | ExpoGan Sonora 2018               |
| 17 de mayo de 2018           | Obregón                      | México                       | Expo Obregón 2018                 |
| 1 de junio de 2018           | Monterrey                    | México                       | Domo Care                         |

## Invitados Especiales
En algunos de los conciertos, Carlos Rivera contó con la colaboración de algunos colegas con quienes compartió el escenario para realizar duetos.

Auditorio Nacional, Ciudad de México (21 de mayo de 2016):
- Daniela Romo en “Sabía Usted”
- Fela Domínguez en “Esta noche es para amar”
- Pandora en "Maldita sea"

Circo Price, Madrid (3 de junio de 2016):
- India Martínez en “No deben marchitar” y “La malagueña”
- Adrián Martín Vega en "Sólo tú"
- Franco de Vita en "Y tú te vas"
- Carlos Baute en "Deja amarte"

Auditorio Nacional, Ciudad de México (29 de octubre de 2016):
- Gerónimo Rauch en “La Mitad”

Auditorio Nacional, Ciudad de México (25 de marzo de 2017):
- Ana Torroja en “El 7 de septiembre”

Auditorio Nacional, Ciudad de México (14 de julio de 2017):
- Érika Ender en “Despacito”
- Fela Domínguez en “No llores más”
- Matisse en “Cambiar de opinión”
- Río Roma en "Todavía no te olvido"
- Gente de Zona en "Lo digo"

Luna Park, Buenos Aires (11 de agosto de 2017):
- Karol Sevilla en "Fascinación"

WizKink Center (Palacio de los Deportes), Madrid (2 de septiembre de 2017)
- Carlos Baute en "Deja amarte"
- Marta Sánchez en "21 días"
- Rozalén en "Vuelves"
- Fela Dominguez en "No llores más"

Auditorio Nacional, Ciudad de México (29 de octubre de 2017)
- Yuri en "Ya no vives en mi"
- Yuridia  "En el amor no se manda"
- Noel Schajris "No llores más"
- Natalia Lafourcade "Día de Lluvia"
- India Martínez  "A tu vera" y "No deben marchitar"

## Personal
| - Carlos Rivera - Voz Principal. - Leysa Reyes - Piano. - Esau Morales - Bajo. - Charlene Arián - Coro y Danza. - Estibalitz Ruiz - Coro y Danza. - Mariana Alvarez Meade - Danza. - María Fernanda Caballero - Danza. - Belén Ruiz - Chelo. - Hortensia Chávez - Chelo. - Aldo Morales - Trombón. - Francisco Villagomez - Trompeta. - Alejandro Barrera - Saxofón. - Héctor Lopez - Percusión. | - Pendiente: Representante. - Pendiente: Road Manager. - Pendiente: Stage Manager. - Pendiente: Director técnico. - Sergio Ballina: Escenografía. - Pendiente: Coreógrafo. - Pendiente: Ingeniero de iluminación. - Pendiente: Ingeniero de sala. - Pendiente: Asistente personal. - Pendiente: Asistente de escenario. - Pendiente: Diseño de vestuario. - Pendiente: Jefe de seguridad. |